# 390 Alma
390 Alma (mednarodno ime je 390 Alma) je asteroid, ki kaže lastnosti dveh tipov D in T (po Tholenu), v asteroidnem pasu. 

## Odkritje
Asteroid je odkril francoski astronom Camille Guillaume Bigourdan ( 1851 – 1932) 24. marca 1894 v Parizu. Poimenovan je po reki Almi na Krimu, Ukrajina.

## Lastnosti
Asteroid Alma obkroži Sonce v 4,32 letih. Njegova tirnica ima izsrednost 0,132, nagnjena pa je za 12,163° proti ekliptiki. Njegov premer je 23,74 km .